# Cnidium divaricatum
Cnidium divaricatum là một loài thực vật có hoa trong họ Hoa tán. Loài này được (Jacq.) Ledeb. mô tả khoa học đầu tiên năm 1829.